# Federico Paris
Federico Paris (ur. 9 listopada 1969 w Rho) – włoski kolarz torowy, siedmiokrotny medalista mistrzostw świata.

## Kariera
Pierwszym sukcesem w karierze Federico Parisa było zdobycie brązowego medalu mistrzostw świata juniorów w sprincie indywidualnym w 1987 roku. Dwa lata później, podczas mistrzostw świata w Lyonie wspólnie z Andreą Faccinim zdobył brązowy medal w wyścigu tandemów. W parze z Gianlucą Capitano tej samej konkurencji zwyciężył na mistrzostwach świata w Maebashi w 1990 roku oraz mistrzostwach w Walencji w 1992 roku. Złoty medal przywiózł również z mistrzostw świata w Hamar w 1993 roku, gdzie partnerował mu Roberto Chiappa. Na mistrzostwach świata w Palermo w 1994 roku zdobył dwa brązowe medale: razem z Chiappą w tandemach oraz indywidualnie w keirinie, w którym wyprzedzili go tylko Marty Nothstein z USA i Michael Hübner z NRD. Ostatni medal wywalczył na mistrzostwach świata w Bogocie w 1995 roku, gdzie ponownie był trzeci w keirinie, tym razem ulegając jedynie Francuzowi Frédéricowi Magné i Michaelowi Hübnerowi. Paris nigdy nie brał udziału w igrzyskach olimpijskich.